# Bärbel Struppert
Bärbel Struppert, geb. Schrickel (* 26. September 1950 in Jena, Thüringen), ist eine deutsche Leichtathletin, die – für die DDR startend – bei den Olympischen Spielen 1972 in München die Silbermedaille in der 4-mal-100-Meter-Staffel gewann (42,95 s, zusammen Evelin Kaufer, Christina Heinich und Renate Stecher).
Als 15-Jährige wurde sie 1966 Junioren-Europameisterin im 4-mal-100-Meter-Lauf.
Bärbel Struppert startete für den SC Motor Jena und trainierte bei Horst-Dieter Hille. In ihrer aktiven Zeit war sie 1,58 m groß und wog 50 kg. Nach ihrer Sportlerkarriere wurde sie Diplom-Sportlehrerin und arbeitete in Gera als Kreissportlehrerin. Sie heiratete den DDR-Oberliga-Fußballer Gerd Struppert. Nach dem Ende der DDR arbeitete sie beim Stadtsportbund Gera.
1972 erhielt sie für ihre sportlichen Leistungen bei den Olympischen Sommerspielen den Vaterländischen Verdienstorden in Bronze.
| Personendaten    | Personendaten                                          |
| ---------------- | ------------------------------------------------------ |
| NAME             | Struppert, Bärbel                                      |
| ALTERNATIVNAMEN  | Schrickel, Bärbel                                      |
| KURZBESCHREIBUNG | deutsche Leichtathletin und Olympiamedaillengewinnerin |
| GEBURTSDATUM     | 26. September 1950                                     |
| GEBURTSORT       | Jena, Thüringen                                        |